# Ugao
Ugao o Ugao-Miraballes és un municipi de la província de Biscaia, País Basc, pertanyent a la comarca d'Arratia-Nerbion. El nom sembla significar "boca d'aigua" o més aviat desembocadura. ug = ur (aigua) i aho (boca).

## Situació
Es localitza en una zona fortament accidentada, en el fons d'una vall envoltada de cims muntanyencs, entre les quals destaquen per la riba dreta Artanda (547 m.), mentre per l'esquerra una sèrie de pujols situats al sud del Pagasarri, com les de Kuruziaga, Larretxu i Mugarriluze. El riu Nerbion, que ja en aquesta zona del seu curs baix comença a descriure meandres, forma una estreta vall a la que van a parar per la riba dreta el riu de Zeberio i alguns rierols com l'Itumbe, l'Añibarri i el Kordeta, incrementant el seu cabal. El municipi està constituït essencialment pel nucli urbà de l'antiga vila amb el seu carrer únic i les àrees urbanitzades, construídes al voltant sobretot en el segle actual. A més la integren alguns barris més o menys rurals poc habitats: Udiarraga, Markio, Elosu, Astibi, Leitoki, etc.,... Precisament aquests enclavaments citats són una petjada dels problemes jurisdiccionals soferts per la vila de Ugao-Miraballes al llarg de la seva història amb les anteiglesias limítrofes: Arrigorriaga al nord, Arrankudiaga a l'oest i sud, i Zeberio a l'est i sud.

## Història
El 4 de març de 1375, l'infant Don Joan, senyor de Biscaia, funda en el lloc anomenat Ugao una nova vila amb el nom de Villanueva de Miraballes, a petició dels "homes bons", tant Hijosdalgo (gentilhomes) com pagesos de la Comarca Zeberiana (Zeberio) i amb un doble objectiu fonamental, la protecció i resguard de la població davant el clima d'inestabilitat sorgit arran de la crisi de mitjan segle xiv i el benefici econòmic que reportarà la centralització de l'activitat comercial derivada del trànsit del Camí ral entre Castella i Bilbao, en el qual se situa la vila.
La Carta-Poble de la seva fundació, a més de regular la creació de la Vila, va regular la seva jurisdicció territorial, els càrrecs públics, les causes i instàncies d'apel·lació, així com els privilegis i deures dels vilatans. En el passat exercici es va commemorar el 625 aniversari d'aquell esdeveniment amb la realització de nombroses activitats lúdiques i culturals i dintre d'aquesta política, es va gestar la instal·lació d'un Centre d'Interpretació Històrica sobre la història de la Vila, en el qual, partint del fet fundacional i de l'aniversari, es contempla l'evolució diacrònica de la població des dels seus orígens més remots fins als nostres dies. Sent el Camí ral un dels principals elements estructurals d'Ugao-Miraballes, és reproduït en el sòl de la Sala des del punt d'entrada al de sortida, primer com una Via terrera, com un camí "natural", després com una calçada empedrada, com obra civil de cronologia medieval, per a acabar en un tram asfaltat, al·lusiu a la contemporaneïtat a l'autopista AP-68. A través d'aquest element es guia i articula la visita, començant pel vell Ugao i l'espai natural que es troba, per a passar després al moment de la fundació de la Vila i posteriorment a la seva evolució, fins avui dia.
La història de la Vila, els avantatges de posició geogràfica, les raons de la seva fundació, els avatars de la seva evolució, els al·licients del seu desenvolupament, els personatges que van marcar la seva destinació i la seva participació en la història general de Biscaia, queden reflectits de forma diàfana i pedagògica, visual i directa, per a tota classe de públic. La fi que persegueix aquesta instal·lació, per tant, és que tot aquell que s’hi acosti obtingui de forma directa, ràpida i sense gran esforç, una visió genèrica de la història de Ugao-Miraballes, contribuint que tot habitant o visitant de la Vila en conegui el passat i història i sàpiga apreciar-la i valorar-la des d'una perspectiva actual, didàctica i freturosa de la retòrica que sol caracteritzar aquests temes. No hi ha dubte que és un Centre pioner en la Comarca dedicat a explicar les causes i raons del naixement d'una Vila, així com la seva evolució històrica fins als nostres dies, de manera que teoria i pràctica queden conjuminats i a part dels objectius educatius i de conscienciació de la població, ambiciona el convertir-se en un atractiu turístic, un lloc de referència per a tot convidat o visitant que passi per la localitat i cita obligada per a tots aquells que temporalment s’hi trobin. Aquest Ajuntament ha posat tot el seu afany i obstinació a fer realitat aquest Centre, en la certesa que l'assoliment dels seus objectius, ja enumerats, compensarà amb escreix l'esforç que s’ha fet.

## Personatges il·lustres
- José María Maguregui (1934): futbolista i entrenador de futbol.